# 有一天…就像永遠！
《有一天…就像永遠！》（日语：ある日…永遠みたいに！）是由Aqours的迷你小隊「CYaRon!」於2021年6月2日所發售的首張專輯。也是《Love Live! Sunshine!!》系列所發售的首張小隊專輯。

## 概要
CYaRon!的首張專輯，內含3首新曲+9首單曲，以及2首單曲的REMIX版。

## 收錄歌曲
- CD部分
  - 全作詞：畑亞貴

  1.  （有一天…就像永遠！）
    - 作曲：TAKUYA，編曲：本間昭光（日语：本間昭光）

  2. Whistle of Revolution
    - 作曲、編曲：TAKUYA

  3. GENKI ZENKAI DAY!DAY!DAY! REMIX
    - Remixed by DJ KIRA

  4.  （元氣全開DAY! DAY! DAY!）
    - 作曲、編曲：高田曉（日语：高田暁）

  5.  （夜空是否全然知曉？）
    - 作曲、編曲：Kon-K（日语：Kon-K）

  6.  （P.S.的另一側）
    - 作曲：岡本健介（日语：岡本健介），編曲：渡邊和紀（日语：渡辺和紀）

  7.  （不久將來的Happy End）
    - 作曲、編曲：藤井亮太

  8.  （我在海岸大街等著你哦）
    - 作曲、編曲：渡邊未來（日语：渡辺未来）

  9.  （Dragon Riders）
    - 作曲：TAKUYA、ミト（日语：ミト）(クラムボン)，編曲：ミト（日语：ミト）

  10. Braveheart Coaster REMIX
    - Remixed by DJ KIRA

  11. Braveheart Coaster
    - 作曲、編曲：高田曉（日语：高田暁）

  12. CHANGELESS
    - 作曲、編曲：前口渉（日语：前口渉）

  13.  （孤獨・Teleport）
    - 作曲：原田篤（日语：原田篤）（Arte Refact）、編曲：矢鴇つかさ（日语：矢鴇つかさ）（Arte Refact）

  14.  （櫻花再見）
    - 作曲、編曲：高田曉（日语：高田暁）